# ケープカナベラル空軍基地第9発射施設
ケープカナベラル空軍基地第9発射施設（ケープカナベラルくうぐんきち だい9はっしゃしせつ、英: Cape Canaveral Air Force Station Launch Complex 9, LC-9）はケープカナベラル空軍基地の発射施設。第17発射施設の北方に位置する。
超音速巡航ミサイルのSM-64 ナバホ10基の打上げに使用された。ナバホミサイルの試験は第10発射施設とエドワーズ空軍基地でも行われた。ナバホは試験での不調によりキャンセルされ、最終プロトタイプの8回目と10回目の発射試験は失敗している。失敗は全てこのLC-9からの発射である。
2009年現在、コンクリート発射構造物はまだ建っているが、メンテナンスされておらず、発射サポート装置も取り除かれている。一般公開はされていない。